# Cheiloneurus hadrodorys
Cheiloneurus hadrodorys är en stekelart som beskrevs av Anis och Hayat 2002. Cheiloneurus hadrodorys ingår i släktet Cheiloneurus och familjen sköldlussteklar.
Artens utbredningsområde är:
- Nepal.
- Pakistan.
- Sri Lanka.

Inga underarter finns listade i Catalogue of Life.